# Gens Iulia

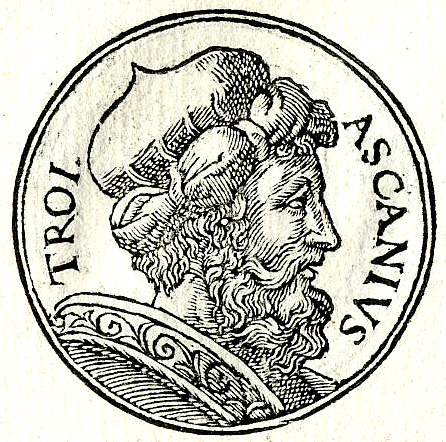
Ritratto immaginario di Ascanio o Iulo (Promptuarii Iconum Insigniorum)

La gens Iulia (talvolta italianizzato in gens Giulia) fu un'antichissima gens romana, di cui fanno parte alcuni tra i personaggi più influenti dello Stato, e di cui viene esaltata leggendariamente a più riprese la discendenza divina (attraverso l'asse Venere-Enea-Iulo).

## Origini e discendenza

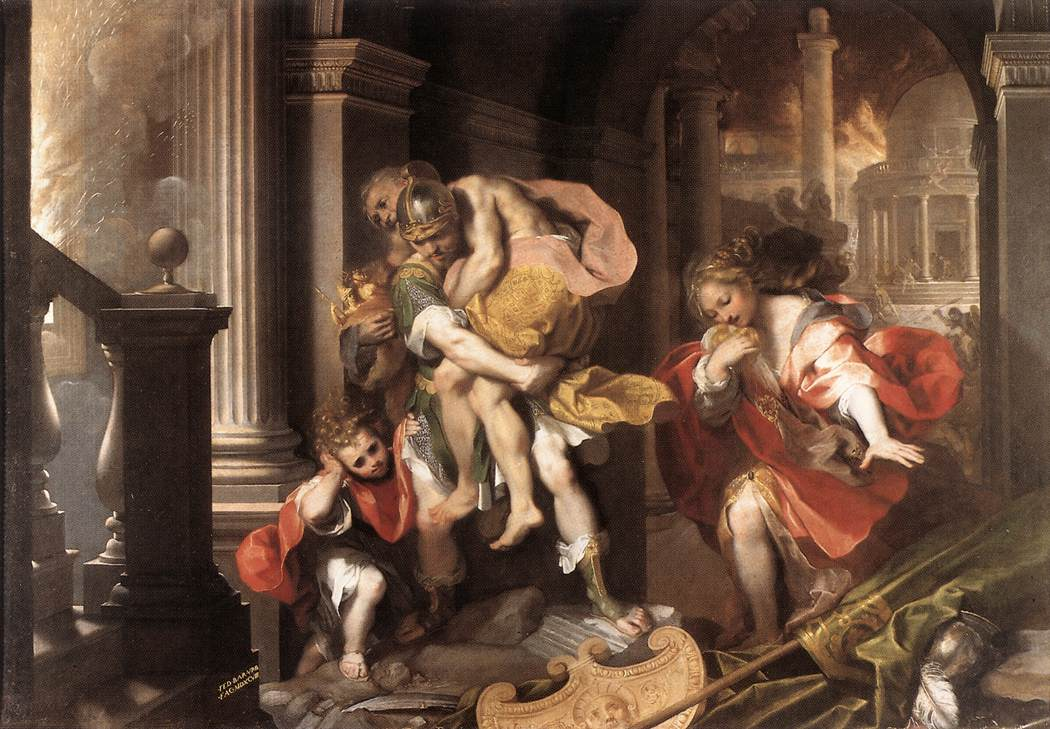
Fuga di Enea da Troia, Federico Barocci - 1598 - Galleria Borghese - Roma

### GensIulia di Alba Longa
Secondo una tradizione leggendaria – consolidata, fra l'altro, dalla vasta risonanza dell'Eneide di Virgilio – la gens Iulia discendeva da Enea, semidio troiano; figlio di Afrodite o Venere (dea della bellezza, dell'amore e del desiderio) e di Anchise, figlio di Capi e discendente, per mezzo di Assarco, di Troo e di Dardano (a sua volta figlio di Zeus/Giove, re degli dei e dio dei fulmini e dei tuoni, e della ninfa pleiade Elettra) e di Batea (nipote di Scamandro, potamoi dell'omonimo fiume), della dinastia reale di Troia. Vantava quindi origine troiana e dardana.
Enea era quindi il nipote di Priamo (che discendeva dal fratello di Assarco Laomedonte) e ne sposò la figlia, Creusa, da cui ebbe Ascanio, "Iulo" per i latini. Dopo essere fuggito dalla Troia distrutta e aver perso Creusa durante la fuga, viaggiò fino all'Italia, a seguito di vari avvenimenti, e si alleò con il re Latino per sconfiggere i Rutuli, e poté sposare la figlia di Latino Lavinia, da cui ebbe Silvio. Avrebbe fondato la città di Lavinium, non lontano da Laurentum, che avrebbe governato per 4 anni prima della morte.
In seguito Ascanio fondò la città di Alba Longa, di cui divenne re, venendo poi succeduto dal fratellastro Silvio, da cui discende la gens Iulia "storica", cioè i re latini (o albani). Generazioni dopo il trono fu ereditato da Numitore, che fu spodestato da Amulio, il quale impedì alla nipote Rea Silvia di avere figli rendendola vestale. Lei però, nonostante l'obbligo alla castità delle sacerdotesse, partorì due gemelli figli di Marte (dio della guerra violenta), Romolo e Remo, che furono abbandonati e poi allevati dalla lupa. Romolo, ucciso il fratello, fondò Roma, iniziando l'età regia romana.

### GensIulia di Roma
Il primo membro conosciuto della gens romana fu Proculo Giulio, personaggio semi-leggendario, che sposò la figlia di Romolo Prima e fu colui a promuovere la deificazione del re, era inoltre inizialmente un candidato come successore di Romolo. Si ipotizza anche che potesse essere stato il padre di Tullio Ostilio.
Proculo Giulio sarebbe stato discendente di Ascanio/Iulo, primo figlio di Enea, sebbene alcuni lo considerassero il discendente di Silvio, fratellastro di Iulo, che non ebbe figli se non Bruto di Troia. La famiglia sarebbe quindi continuata e si sarebbe suddivisa in tre cognomina: Iulli, Libones e Caesares.

#### Iulia Iulli
Il più antico membro di questo ramo familiare fu Gaio Giulio Iullo, console nel 489 a.C., seguito da un Gaio Giulio Iullo II, console e decemviro nel 482 a.C. e Vopisco Giulio Iullo, console nel 473 a.C., i cui discendenti (Gaio Giulio Iullo III e Lucio Giulio Iullo) furono rispettivamente console del 447 a.C. e tribuno del 430 a.C. 
Anche suo nipote Gaio Giulio Iullo IV fu tribuno nel 408 a.C., fratello di Sesto Giulio Iullo tribuno consolare nel 424 a.C. e zio di Lucio Giulio Iullo II (tribuno consolare 403 a.C.), Lucio Giulio Iullo III (tribuno 401 a.C.) e Lucio Giulio Iullo IV (tribuno 388 a.C.). Il potere della famiglia culminò con Gaio Giulio Iullo V, dictator nel 352 a.C.
Vi fu anche un certo Gaio (Gneo) Giulio Mentone, console nel 431 a.C., che fu probabilmente di un ramo minore, i Mentones.

#### Iulia Libones
L'unico membro di questa famiglia fu Lucio Giulio Libone, console nel 267 a.C., che sconfisse i Messapi in guerra e ricevette il trionfo.
Non è del tutto chiaro il collegamento tra gli Iulli e Lucio Giulio Libone, mentre è stato congetturato come antenato dei Caesares.

#### Iulia Caesares
Benché la gens fosse patrizia, economicamente dovette subire alterne vicende. Il primo membro attestato è Sesto Giulio Cesare, pretore della provincia di Sicilia nel 208 a.C., suo figlio, un omonimo Sesto Giulio Cesare II, fu console nel 157 a.C. e fu il primo di cui si hanno denari. In totale la gens ricoprì la più alta magistratura e il consolato per ben 29 volte, fino all'avvento di Cesare.
Seguono Lucio Giulio Cesare, nato nel 135 a.C. circa, console nel 90 a.C. e autore della Lex Iulia de Civitate, ed ebbe 2 figli: Giulia (madre di Marco Antonio, a sua volta padre di 8 figli e figlie) e Lucio Giulio Cesare III (110/108 - 43 a.C.), console 64 a.C., mentre come fratello aveva il poeta Gaio Giulio Cesare Strabone Vopisco (nato nel 130 a.C. circa) e come sorella Giulia (moglie di Silla). Furono assassinati nell'87 a.C., in occasione dei tumulti a cui seguirono la prima cacciata di Gaio Mario.
Strabone Vopisco ebbe 3 figli: Sesto Giulio Cesare III che fu console nel 91 a.C., Giulia, moglie di Gaio Mario e Gaio Giulio Cesare detto "il Vecchio".
Quest'ultimo sposò Aurelia Cotta (che faceva parte delle gentes Aurelia e Rutilia) ed ebbe anche lui 3 figli:
- Giulia Maggiore – nata prima del 103 o 102 a.C.
- Giulia Minore – nata dopo il 103 e prima del 100 a.C., che ebbe 2 figlie (Azia maggiore e Azia minore), dalla prima discende Ottaviano Augusto, mentre dalla seconda una serie di politici imparentati con le gentes Fabia e Marcia, da cui proverranno importanti consoli che avevano contatti con la gens Vitellia[14]
- Il ben più noto Giulio Cesare – generale, autore, pontefice massimo, proconsole, triumviro, console nel 58, 48, 46-44 a.C., dictator nel 49 a.C. e imperator (dittatore a vita), assassinato il 15 marzo 44 a.C.

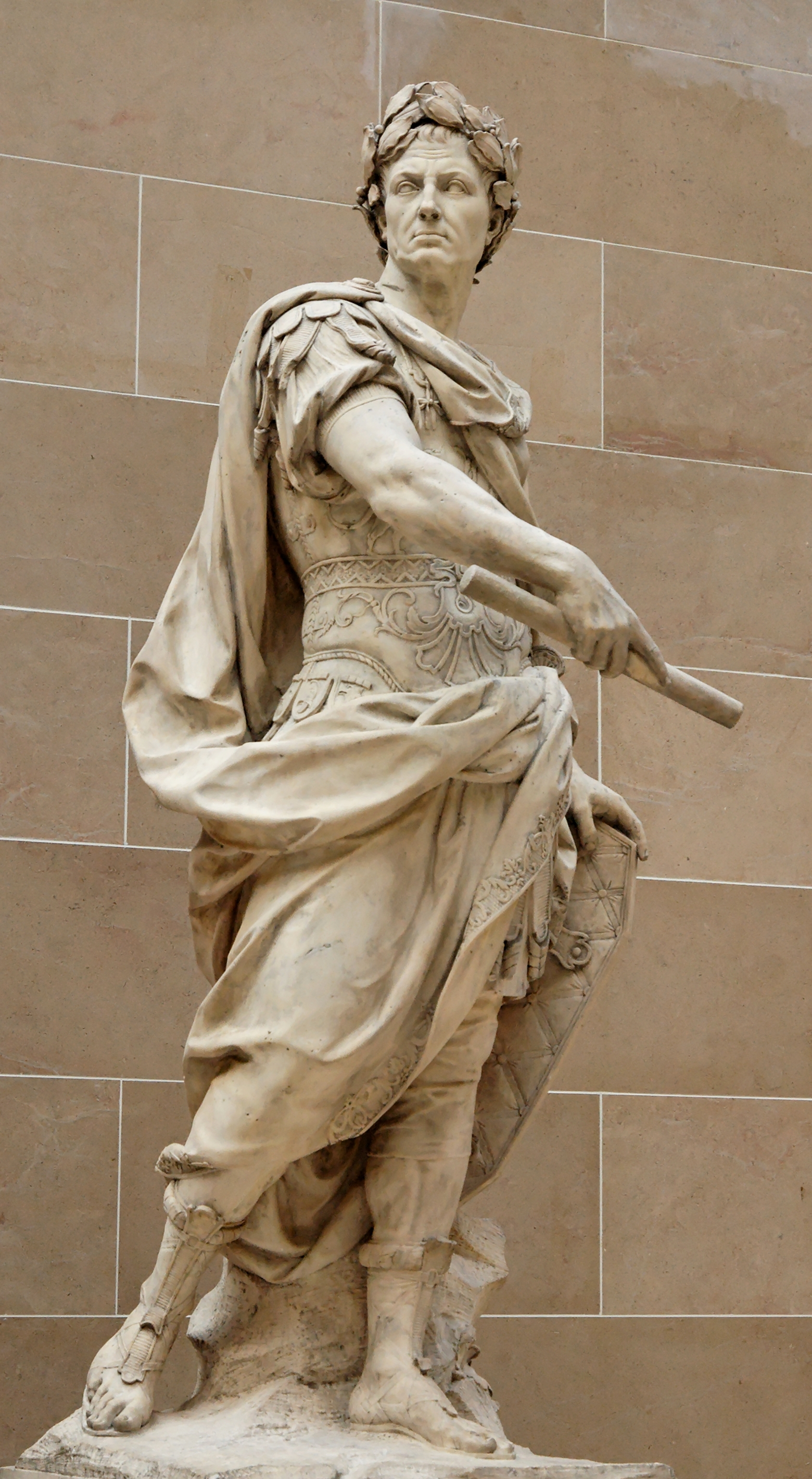
Statua di Giulio Cesare (Museo del Louvre)

Giulio Cesare giocò un ruolo molto importante nel periodo di transizione tra repubblica e impero (principato), sconfisse i Galli e in seguito lo stesso alleato Gneo Pompeo. Ebbe relazioni con varie donne, alcune sue mogli (Cornelia, Pompea), altre amanti (Cleopatra dei Tolemaici) da cui ebbe Giulia, data in sposa a Pompeo e Cesarione (per quanto illegittimo), ultimo sovrano egizio col nome Tolomeo XV; adottò anche Ottaviano Augusto, suo pronipote e successore spirituale, mentre fu un amico vicinissimo di Marco Giunio Bruto, tanto da definirlo "figlio" nella celeberrima frase che avrebbe esclamato quando lo riconobbe tra i suoi assassini (Et tu, Brute?). Il titolo "Cesare" divenne un titolo importante adottato non solo dai romani, ma anche dai vari stati che si definivano successori di Roma (si vedano Kaiser, Zar, Basileus e Kaysar-i Rûm). 

#### Dinastia giulio-claudia
Cesare Ottaviano Augusto, come già citato, discendeva dalla sorella di Giulio Cesare, Azia maggiore, e fu poi adottato dallo stesso Cesare. Ottaviano fu console per 12 anni, parte integrante del secondo triumvirato, sconfisse i cesaricidi e poi il rivale un tempo alleato Marco Antonio nella strategica battaglia di Azio. Una volta ottenuta la predominanza, ricevette i titoli di imperator, pontefice massimo, Princeps Civitatis, Cesare ed Augusto, il titolo che riceveranno tutti gli imperatori romani, suoi successori, anche dopo la caduta dell'impero stesso.
Augusto ebbe una sola figlia naturale, Giulia maggiore, e ne adottò i figli Gaio Cesare e Lucio Cesare (suoi eredi), e poi Agrippa Postumo e Tiberio, che diventerà il secondo imperatore – che era figliastro di Augusto, essendo figlio della moglie Livia Drusilla e un esponente della gens Claudia, di origine sabina. 
Anche Tiberio adottò suoi parenti: Germanico Giulio Cesare, suo nipote perché figlio del fratello Druso maggiore, e Caligola, figlio di Germanico, che ereditò il titolo imperiale da solo. Dopo l'assassinio di Caligola le guardie pretoriane sostennero l'ascesa al potere di Claudio, zio di Caligola essendo figlio probabilmente illegittimo di Druso maggiore. 

La dinastia giulio-claudia fu destinata al declino con Nerone, nipote da parte di padre di Antonia maggiore, quindi discendente diretto di Marco Antonio e la gens Domitia, e nipote materno (con Agrippina minore) di Germanico, nipote di Tiberio; che fu poi adottato da Claudio. Nerone è definito "l'ultimo degli Eneadi", essendo l'ultimo discendente diretto (vedasi l'albero genealogico giulio-claudio). Fu infatti rimpiazzata dalla dinastia flavia, poi confluita in quella antonina, eclissata a sua volta dai severi, gli imperatori della crisi del III secolo e dominato, dinastia costantiniana e teodosiana. 

Augusto (Prima Porta)
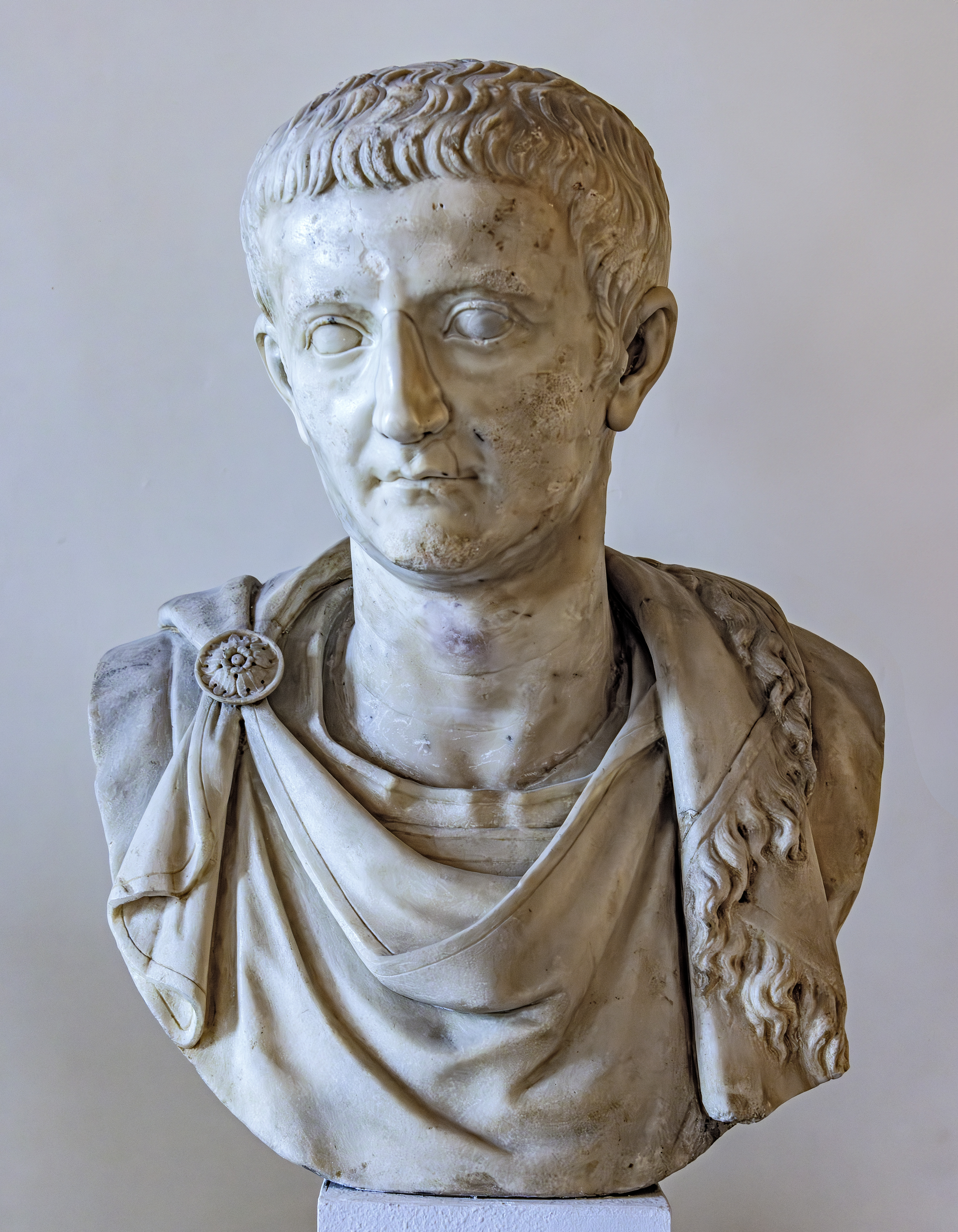
Tiberio (Römisch-Germanisches Museum)
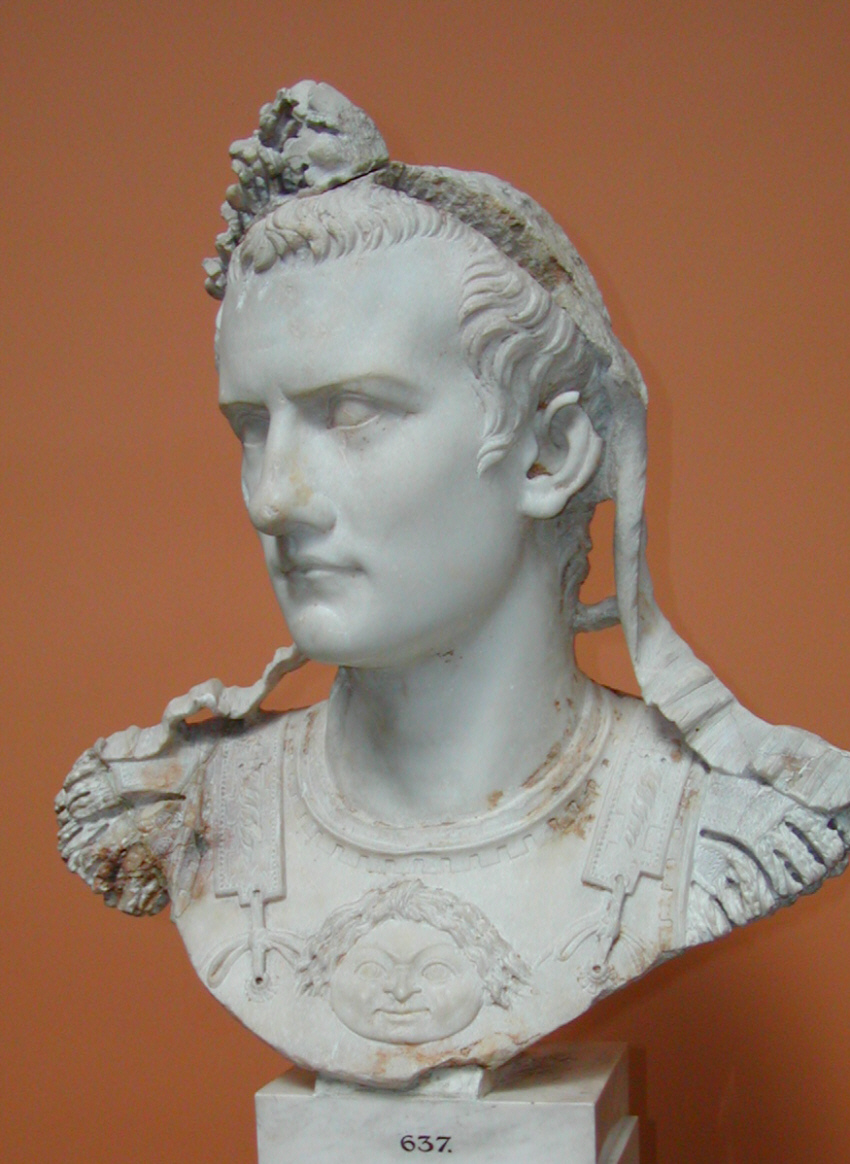
Caligola (Ny Carlsberg Glyptotek)
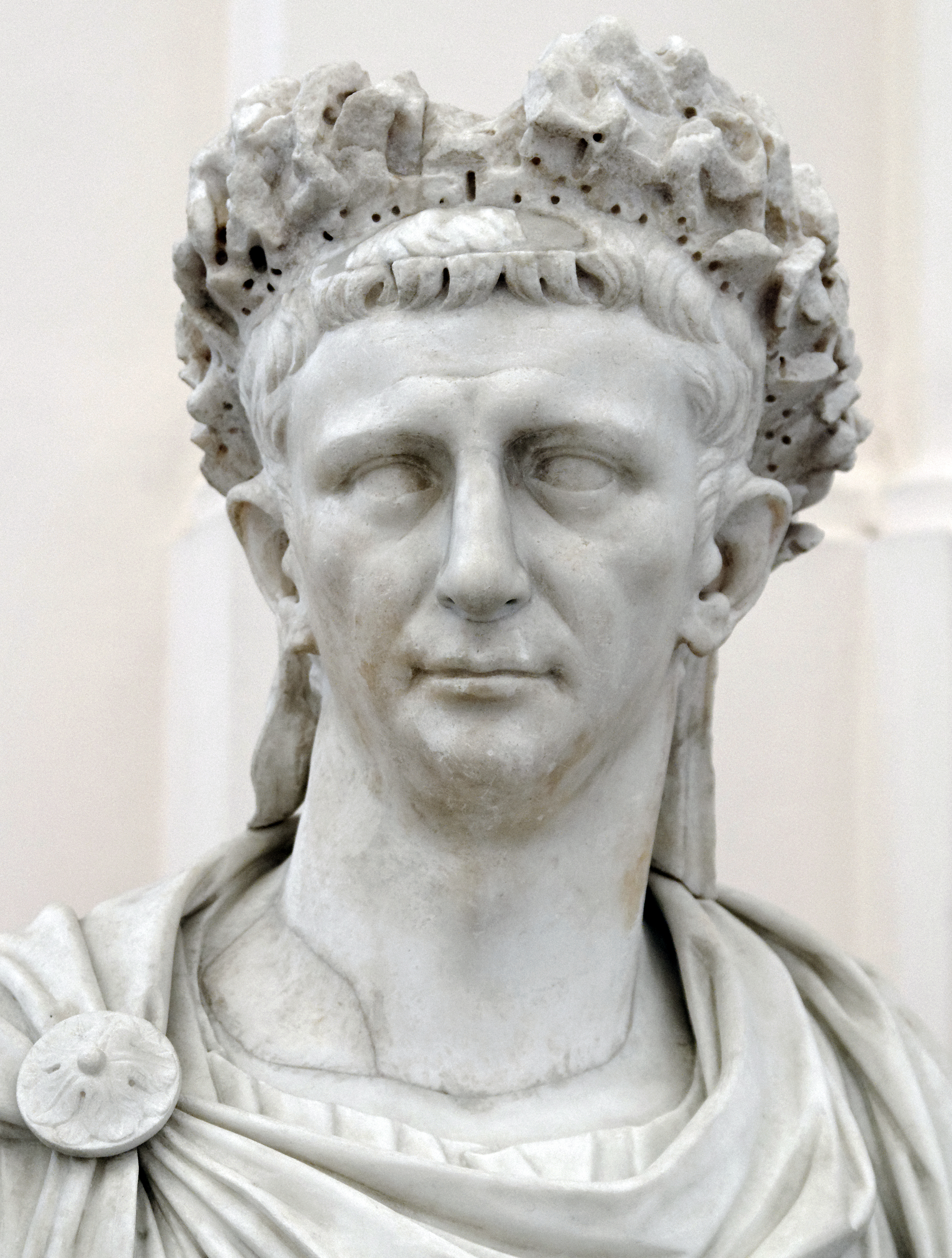
Claudio (Museo archeologico nazionale)

Albero genealogico semplificato della dinastia giulio-claudia.

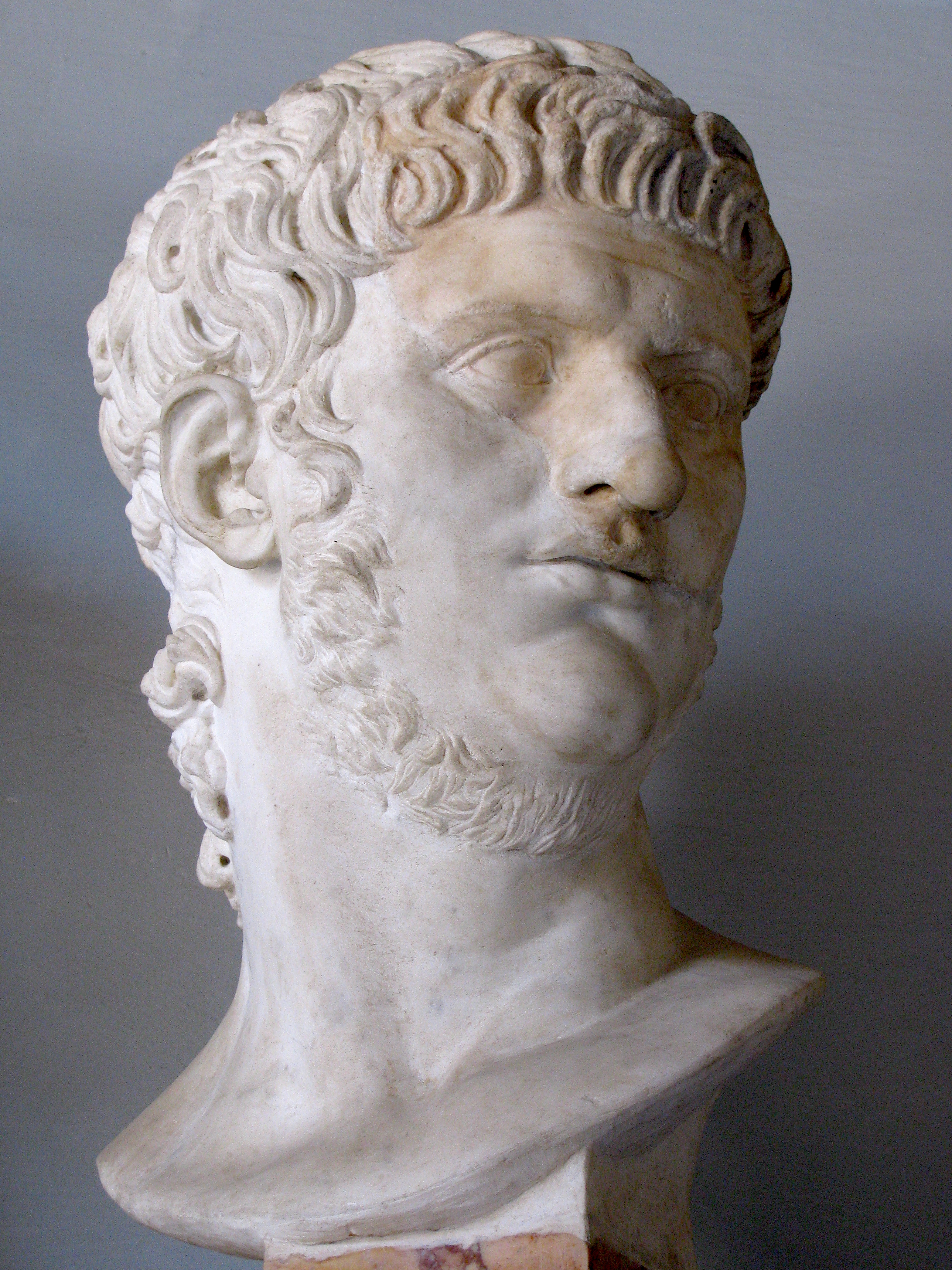
Nerone (Musei Capitolin)

### Discendenze post-classiche
Una grande varietà di personaggi importanti e illustri ritenevano di discendere da Giulio Cesare, molto adorato nel Medioevo, ma va notato che la maggior parte di queste diciture sono probabili fabbricazioni per glorificare grandi dinastie reali (principalmente europee) o per motivi di propaganda, data la mancanza di fonti medievali sufficienti. Queste speculazioni sono chiamate «Descent from Antiquity» (discendenza dall'antichità).
Stando a una probabile congettura, l'imperatore d'occidente Avito sarebbe un discendente lontano della gens originale, infatti il padre discenderebbe da una certa Giulia, pronipote di Sesto Giulio Cesare, e quindi una cugina lontana di Cesare. La leggenda è stata poi ripresa nella genealogia di Carlo Magno, il suo antenato gallo-romanico Tonanzio Ferreolo avrebbe sposato la figlia dell'imperatore, Papianilla. Si tratta di collegamenti genealogici piuttosto dubbi. Se la narrazione fosse veritiera, Giulio Cesare sarebbe un antenato comune non solo di tutta la nobiltà europea, ma anche di ogni europeo e di conseguenza ogni abitante delle Americhe. 
La gens Iulia continuò a esistere comunque dopo l'estinzione del ramo giulio-claudio, ma non occupò più posti di rilievo, fino a fondersi per via femminile alla potente gens Anicia, protagonista dell'età tardo-imperiale (vi appartennero San Benedetto, papa Gregorio Magno, il filosofo Severino Boezio, oltre agli imperatori d'Occidente Petronio Massimo e Anicio Olibrio, poi anche Papa Adriano I). 
Teofilatto, patrizio romano e potente Senatore di Roma di epoca alto-medievale, da cui discesero i conti di Tuscolo, quindi i Colonna e i Tolomei, si riteneva erede dal ramo degli Anicii della gens Iulia. La famiglia Colonna si riteneva anche durante il Rinascimento, l'erede diretta della gens Iulia, ed ebbe diversi papi, principi e governatori nello Stato Pontificio. 
Addirittura Dante Alighieri, secondo Boccaccio, era un discendente della gens Iulia, da parte della gens Anicia; la sua casata, gli Alighieri e Aldighieri, discendono dagli Elisei, a sua volta ramo cadetto dei Frangipane, parte della gens.

## Onori
La gens Giulia diede anche il proprio nome alla via Julia Augusta, costruita da Augusto nel 13 a.C.; la strada partiva da Piacenza e passando per Tortona e Vado Ligure percorreva la riviera ligure di ponente verso la Gallia, giungendo ad Arelate (l'odierna Arles), dove si congiungeva con la via Domizia, poco dopo intorno al 10 d.C. fu costruita anche la via Iulia Augusta che andava da Aquileia fino al Norico.
Il portico dei Saepta Iulia, a Roma, prendeva il nome dalla gens.
A Giulio Cesare e ad Augusto sono intitolati due mesi del calendario generalmente utilizzato nell'occidente, Luglio e Agosto, nonché varie altre citazioni, opere e in generale un'influenza sulla storia che li seguì, visibile ancora oggi.